# Fiat Strada
Fiat Strada är ett nyttofordon av pickupmodell som sedan 2002 finns på den svenska marknaden. Modellen tillverkas mestadels i Betim i Brasilien och i Argentina. Modellen bygger till stora delar på småbilen Fiat Palio. Efter att Škoda och Volkswagen i början av 2000-talet slutat sälja sina pickupmodeller stod den svenska marknaden utan små pickupalternativ och därför blev Strada snabbt populär hos exempelvis hantverkare. År 2004 genomgick modellen en ansiktslyftning som gjorde att den smälte bättre in med övriga Fiatmodeller. Idag är huvudkonkurrenterna Citroën Berlingo Pickup, Peugeot Partner Pickup och Renault Kangoo Pickup.
Denna Strada ska inte förväxlas med de Fiat Ritmo som såldes i Storbritannien och USA. De kallades nämligen också Strada.